# 托马斯·J·格雷塔克
托马斯·J·格雷塔克是一位美国物理学家，麻省理工学院莱斯特·乌尔夫榮譽退休教授，方向为凝聚态物理学，与丹尼尔·克莱普纳共同完成许多超冷氫原子实验。